# Berliner Fernsehturm
Berliner Fernsehturm
A Berliner Fernsehturm (traduzido do alemão, "torre de televisão de Berlim") é uma torre de radiodifusão de sinal localizada na Alexanderplatz, no centro da cidade de Berlim, capital da Alemanha. A torre foi construída entre 1965 e 1969 pela República Democrática Alemã, que a usou como símbolo da Berlim governada pela República Democrática Alemã. A torre é facilmente visível de todo o centro e de alguns bairros de Berlim e continua a ser um símbolo da cidade.
Devido à sua localização perto da Alexanderplatz, a torre é apelidado de Torre Alex, especialmente por visitantes de Berlim.
A torre tinha originalmente 365 m de altura, mas após a instalação da nova antena em 1990 a altura aumentou para 368 m. A Fernsehturm é a quarta maior estrutura sem apoios da Europa, atrás somente da Torre Ostankino, em Moscou, da Torre de TV de Kiev e da Torre de rádio e televisão de Riga.
Existe uma plataforma para visitantes e um restaurante giratório no centro da esfera. A plataforma de visitantes está a uma altura de cerca de 204 m acima do solo e a visibilidade pode chegar a 42 km em dias claros. O restaurante, que gira uma vez a cada vinte minutos, está a poucos metros acima da plataforma (originalmente ele girou uma vez por hora, a velocidade foi duplicada mais tarde, e triplicou em sequência após as reformas tardias na torre em 1990).
Dentro do eixo central há dois elevadores para trazer visitantes para a esfera da torre, levando 40 segundos para chegar. Não é acessível por escadas. Devido ao seu pequeno tamanho, há longas esperas na base da torre.
Para marcar a Copa do Mundo FIFA de 2006 na Alemanha, e o jogo final no Estádio Olímpico de Berlim, a esfera foi decorada como uma bola de futebol com pentágonos na cor magenta, que era a cor da imagem do patrocinador oficial da Copa do Mundo a Deutsche Telekom, a proprietária da torre.

## Localização e imediações
A Torre da Televisão de Berlim encontra-se a sudoeste da estação ferroviária de Alexanderplatz e a nordeste do Marx-Engels-Forum. A localização do edifício é muitas vezes incorretamente associada à parte nordeste da Alexanderplatz. Devido à proximidade da conhecida praça, a Torre da Televisão é inclusivamente chamada de "Torre Alex".
Para além das linhas de metro e comboio suburbano (S-Bahn), há muitas linhas de elétricos e autocarros que param junto à estação de Alexanderplatz, cuja saída central leva diretamente à entrada da Torre da Televisão.
Simultaneamente à construção da Torre da Televisão, projetou-se o Interhotel Stadt Berlin, um hotel alto com 125 m de altura, que foi construído em 1970 na Alexanderplatz e que hoje é conhecido como Park Inn by Radisson Berlin Alexanderplatz. Entre 1967 e 1972, o centro comercial Rathauspassagen e a Câmara Municipal de Berlim (Rotes Rathaus) foram erigidos no lado sul da Torre da Televisão.

## História

### Precedentes
Durante a Conferência Europeia de Radiocomunicações que teve lugar em Estocolmo em 1952, que teve como finalidade a coordenação das ondas de frequência na Europa, só foram atribuídas duas secções de frequência de televisão à RDA, cuja soberania política não era reconhecida pela maior parte dos Estados. Obedecendo a estas condições, a área urbana de Berlim não podia ser equipada com vários emissores pequenos sem haver interferências e, em resultado disso, avarias ou falhas na receção televisiva. Para uma cobertura total e sem falhas, era, assim, necessária a instalação de um grande emissor de grande potência num local o mais elevado possível. Nos anos 1950, Berlim era servida apenas por antenas provisórias muito fracas da Radiodifusão Televisiva Alemã.
A Deutsche Post da RDA começou a planear uma Torre da Televisão para Berlim logo em 1952. Os projetos tiveram como primeiro destino uma localização na parte sudeste de Berlim. No entanto, o projeto de construção foi interrompido após o início das obras por se constatar que a localização estava apenas a oito quilómetros do Aeroporto de Berlim-Schönefeld. Devido à sua proximidade do corredor aéreo, a Torre constituía, assim, um perigo para o tráfego aéreo. Depois de várias soluções de compromisso terem fracassado, o projeto de construção foi suspenso em 1956. Nos anos que se seguiram, procuraram-se alternativas e debateram-se várias localizações como o bairro de Friedrichshain em Berlim, entre outras. Mas estes planos também foram vítimas das medidas de austeridade resultantes dos elevados custos que a construção do Muro de Berlim acarretou.
A procura de localização continuou nos anos seguintes. A par da finalidade factual de uma radiodifusão perfeita, era dado cada vez mais ênfase à função da Torre como novo ícone de Berlim. Por este motivo, em 1964, o próprio Governo começou a exigir uma localização mais central para a Torre, decisão esta que foi apoiada pela direção do Partido Socialista Unificado da Alemanha. A decisão quanto à localização era, por fim, uma questão política.
Foram vários os arquitetos envolvidos no planeamento e na concretização da Torre, de entre os quais Hermann Henselmann e Jörg Streitparth, que participaram no planeamento inicial, Fritz Dieter, Günter Franke e Werner Ahrendt nos projetos entre 1965-69, bem como Walter Herzog, Gerhard Kosel e Herbert Aust.

### Construção da Torre
Os trabalhos nas fundações começaram a 4 de agosto de 1965 e terminaram no final de 1965. A betonagem da base da Torre começou a 15 de março de 1966, continuando em ritmo acelerado, de modo que a 4 de outubro de 1966 já se tinha ultrapassado a marca dos 100 metros. A coluna alcançou a altura definitiva a 16 de junho de 1967. Para a coluna de 26 000 toneladas e 248,78 metros de altura foram usados, no total, 8000 metros cúbicos de betão.
Paralelamente à construção da coluna, os trabalhos preliminares para a esfera da torre foram avançando. O grupo de trabalho VEB Ipro desenvolvera um plano de montagem da esfera sobre a coluna de betão armado, segundo o qual os 120 segmentos que compunham a esfera poderiam ser montados no solo. Para o efeito, os segmentos da esfera foram pré-montados numa réplica da coluna com 35 metros de altura que foi erguida no estaleiro de obras, entre Marienkirche e a Rotes Rathaus, em abril de 1967. Estes trabalhos duraram até novembro de 1967. Os custos da obra, inicialmente estimados em 33 milhões, ascendiam já a 95 milhões de marcos, o que se devia sobretudo às divisas relacionadas com a compra de peças e materiais que, em parte, haviam sido importados da Alemanha Ocidental. A montagem da esfera sobre a coluna começou em fevereiro de 1968. A última peça do segmento da esfera foi finalmente montada a 7 de outubro de 1968. Em outubro de 1968, o edifício da Torre recebeu a ponta do topo que foi colocada sobre a estrutura de antenas por cima da esfera, de forma que, no ano seguinte, se sucederam os acabamentos no interior.
No início de 1969, houve uma infiltração de água no interior da esfera da Torre, causando prejuízos significativos; a esfera teve de ser novamente vedada. Os trabalhos interiores continuaram até 3 de outubro de 1969 e concluiu-se o átrio da entrada. Não obstante todas as adversidades, após 53 meses de pura construção, a Torre foi concluída em "tempo recorde". Os custos atingiram mais de 132 milhões de marcos.
O edifício, que recebeu o nome oficial de Torre da Televisão e VHF de Berlim, era, em outubro de 1969, a segunda torre da televisão mais alta do mundo. Só a torre da televisão Ostankino, em Moscovo, era mais alta. A seguir à torre moscovita e do State Building em Nova Iorque, era simultaneamente o terceiro edifício autónomo mais alto do seu tempo.

### Desde a inauguração
A 3 de outubro de 1969, Walter Ulbricht, juntamente com a sua esposa Lotte e uma delegação de camaradas de alta patente, dos quais Günter Mittag, Herbert Warnke, Paul Verner, Rudolph Schulze, Erich Honecker, Werner Lamberz e Erich Mielke, inaugurou a Torre da Televisão e deu o sinal de partida para o segundo programa estatal da RDA, "DFF 2". Foi assim que a televisão a cores entrou em dois canais da RDA. A Torre está aberta ao público desde 7 de outubro de 1969, o Dia da República na Alemanha.
A partir de 16 de fevereiro de 1970, a Torre começou a emitir cinco programas em VHF; o primeiro programa televisivo foi transmitido a 4 de abril de 1970. No início de 1972, foram terminados os dois pavilhões que ainda se encontravam em obras e que se destinavam a albergar a exposições, um centro de informações sobre Berlim, uma sala de cinema e espaços de restauração. Os restaurantes ofereciam lugar para cerca de 1000 clientes no total. Depois de terem sido estipuladas as bases jurídicas para a preservação do património em 1975, a Torre da Televisão de Berlim adquiriu o estatuto de monumento em 1979. Depois da dissolução da RDA, a República Federal da Alemanha concedeu ao edifício o estatuto definitivo de monumento.
Após a Reunificação da Alemanha em 1990, levantaram-se algumas vozes a favor da demolição da Torre. A República Federal da Alemanha decidiu-se pela preservação do edifício. Ao assumir a exploração do edifício, a Deutsche Telekom acabou a investir mais de 50 milhões de marcos na modernização dos aparelhos emissores e procedeu a trabalhos de renovação inclusivamente no edifício. Entre outras coisas, a antena então existente recebeu, aos 327 metros, uma ponta nova e mais potente. Graças a isto, a Torre ficou mais alta, passando dos iniciais 365 metros no verão de 1997 para 368 metros.
A Torre da Televisão faz parte dos edifícios em Berlim que são artificialmente iluminados por meio de uma instalação luminosa especial durante os vários dias em que decorre o Festival of Lights, o Festival das Luzes que, desde 2004, se realiza durante o mês de outubro. Por ocasião do Campeonato Mundial de Futebol de 2006, a esfera da torre foi revestida de modo a imitar uma bola de futebol de cor magenta, no âmbito de uma campanha publicitária da empresa exploradora Telekom.

## A vingança do Papa
Quando o sol brilha sobre o telhado da cúpula de aço inoxidável da Fernsehturm, a reflexão aparece geralmente como uma cruz. Esse efeito, até onde se sabe, não foi previsto nem desejado no projeto da estrutura. Os berlinenses logo passaram a chamar a cruz luminosa de Die Rache des Papstes (alemão para a vingança do Papa), ironizando assim o governo socialista da antiga Alemanha Oriental, que promovia oficialmente o ateísmo e reprimia as instituições religiosas do País. Pelas mesmas razões, a estrutura foi também chamada de "St. Walter" (de Walter Ulbricht).[carece de fontes?] O Presidente dos Estados Unidos, Ronald Reagan, mencionou este fenômeno em seu discurso em 12 de junho de 1987:
| “ | Há anos, antes dos alemães orientais começarem a reconstruir as suas igrejas, ergueu-se uma estrutura secular: a torre de televisão na Alexanderplatz. Praticamente desde então, as autoridades vêm trabalhando no sentido de corrigir o que para eles na torre é uma grande falha: tratar a esfera de vidro no topo com tintas e produtos químicos de qualquer tipo. Contudo, mesmo hoje, quando o sol se reflete na esfera, a luz faz o sinal da cruz. Existem, em Berlim, como a própria cidade, símbolos do amor, símbolos de culto, que não podem ser suprimidos. | ” |

## Cultura Popular
No filme da BBC End Day, a torre é destruída. No filme Tornado as janelas da torre são destruídas por um tornado.

## Detalhes técnicos
- Entrada para o deck de observação a 6,25 metros do chão.
- 2 elevadores para o transporte de visitantes.
- 1 elevador para transportar equipamentos técnicos.
- Escadaria em aço, com 986 degraus.
- Plataformas de evacuação a 188 e 191 metros de altura.
- Deck de observação a 203,78 metros.
- Restaurante a 207,53 metros.
- Altura da torre: 368,03 metros.
- Peso do eixo: 26 000 toneladas.
- Peso da esfera: 4800 toneladas.

## Visitantes e Turismo
A Torre da Televisão não é apenas um poste de transmissão. É também um ícone, uma atração turística e um local de eventos. A Torre da Televisão de Berlim é o edifício acessível ao público mais alto da Europa O edifício foi visitado por mais de quatro milhões de pessoas. só nos primeiros três anos desde a sua inauguração. Após a Reunificação, a média anual de visitantes tem-se mantido na ordem de aproximadamente 1,2 milhões de visitantes oriundos de 90 países. Dos visitantes durante o ano de 2010, cerca de 60 por cento eram turistas estrangeiros, dos quais 8,1 por cento espanhóis, que lideram a lista dos visitantes estrangeiros, seguidos dos italianos com 7,6 por cento e dos dinamarqueses com 6,7 por cento  O número total de pessoas permitido no interior da esfera é de 320 pessoas. Dos 5000 visitantes que visitam diariamente a esfera, cerca de 1500 vão ao restaurante da Torre. Nos tempos da RDA, a permanência no Tele-Café era limitada a 60 minutos e, no andar de observação, a 30 minutos.
Cada um dos dois elevadores para visitantes transporta doze pessoas, percorrendo os 203 metros de altura em cerca de 40 segundos até ao ponto de observação, onde também se encontra o bar mais alto de Berlim. As 60 janelas no ponto de observação oferecem uma vista panorâmica sobre toda a cidade e arredores. Subindo 21 degraus a partir do andar de observação, encontramos o restaurante giratório a 207 metros de altura. O restaurante roda a 360° no espaço de uma hora. Por motivos de prevenção de incêndios, a cozinha principal situa-se na base da Torre. As refeições são transportadas de elevador até ao andar do restaurante, onde os pratos são depois preparados numa pequena cozinha satélite. Para além das duas plataformas de evacuação por baixo da cabeça da torre, o conceito de proteção de incêndios impõe uma proibição rigorosa de fumar em todo o edifício. Pessoas em cadeiras de rodas e com mobilidade reduzida não podem visitar a Torre da Televisão, visto que, numa situação de emergência, não poderiam utilizar as saídas de emergência sem a ajuda de terceiros. Do mesmo modo, por motivos de segurança não é permitido levar animais, carrinhos de bebé e malas de viagem de grandes dimensões.
Quase 42 anos depois da inauguração, a 14 de junho de 2011, o então Presidente da Câmara, Klaus Wowereit, saudou o quinquagésimo milionésimo visitante. Do terraço de observação da Torre da Televisão é possível avistar toda a área metropolitana de Berlim. Com boas condições de visibilidade, a vista chega a alcançar o parque de diversões Tropical Islands situado a pouco mais de 60 quilómetros.
Aberta a turistas durante todo o ano, a Torre da Televisão tem um horário adaptado à época do ano. A última subida ao andar de observação realiza-se diariamente às 23h30, no restaurante pode-se entrar até às 23h00. A área destinada ao público pode ser reservada para ocasiões especiais, comemorações, receções e outro tipo de eventos, com capacidade para, no máximo, 200 pessoas. Até mesmo casamentos civis podem ser celebrados na Torre da Televisão. Para o efeito, a área do bar no andar de observação é reservada para noivos e até 30 convidados durante uma hora.

## Galeria

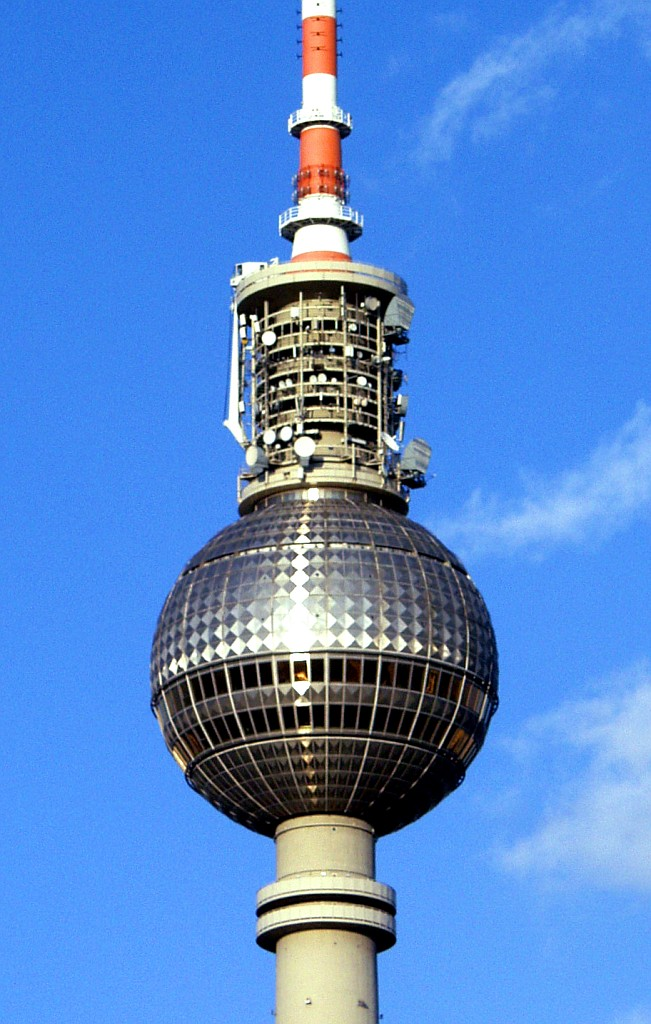
O reflexo da luz solar no domo forma a imagem de uma cruz.
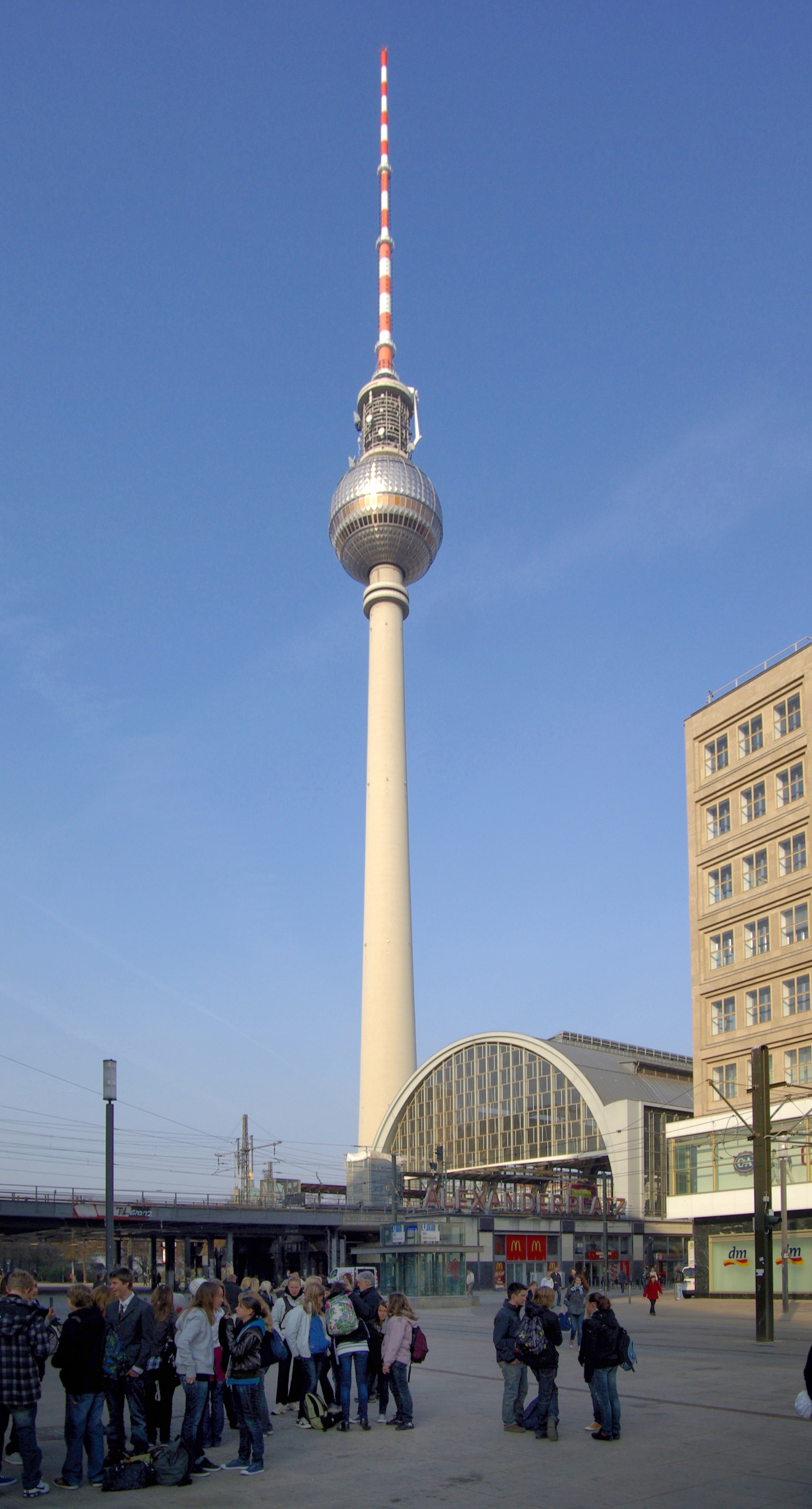
A Fernsehturm.
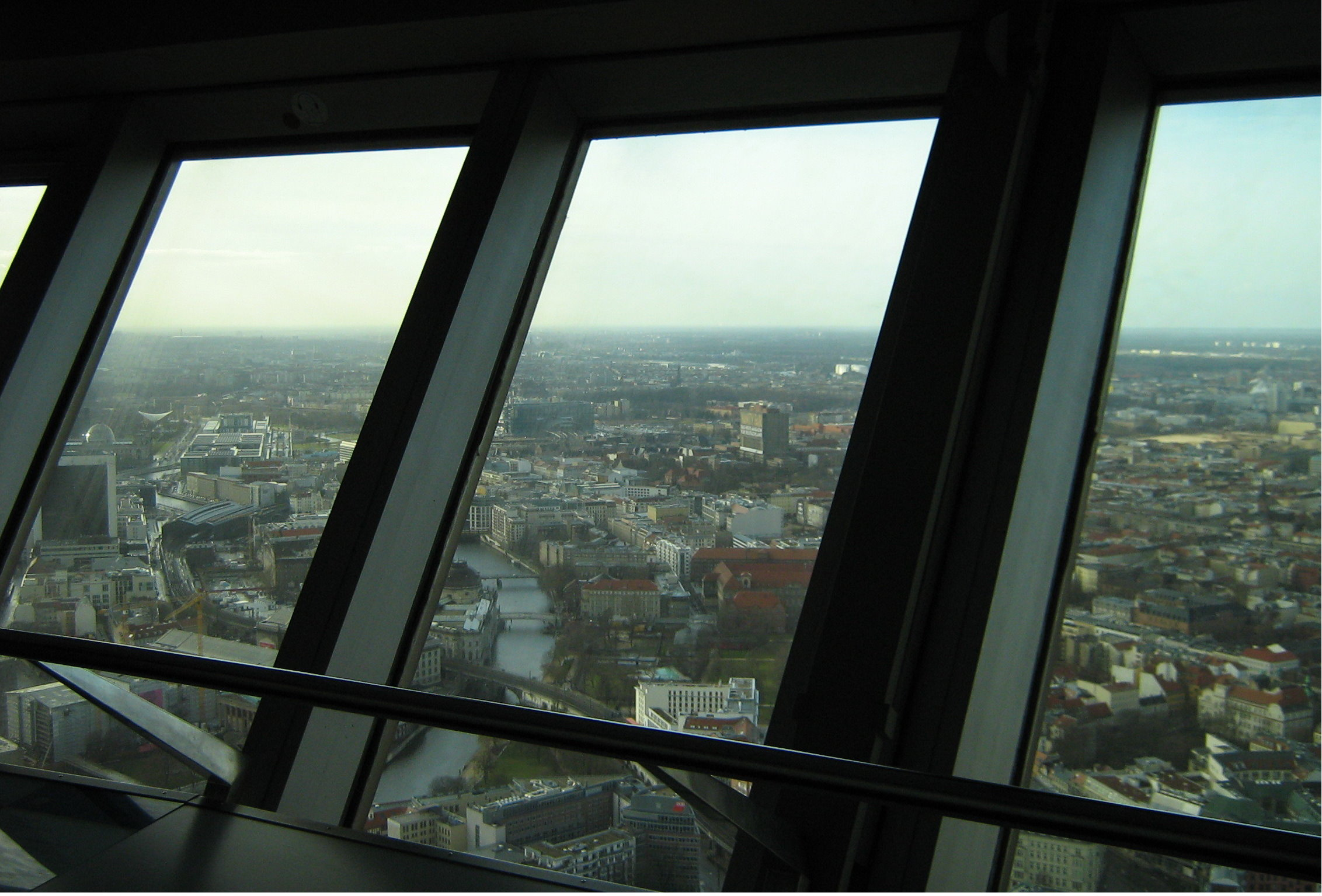
Vista a partir da Fernsehturm, 2007.
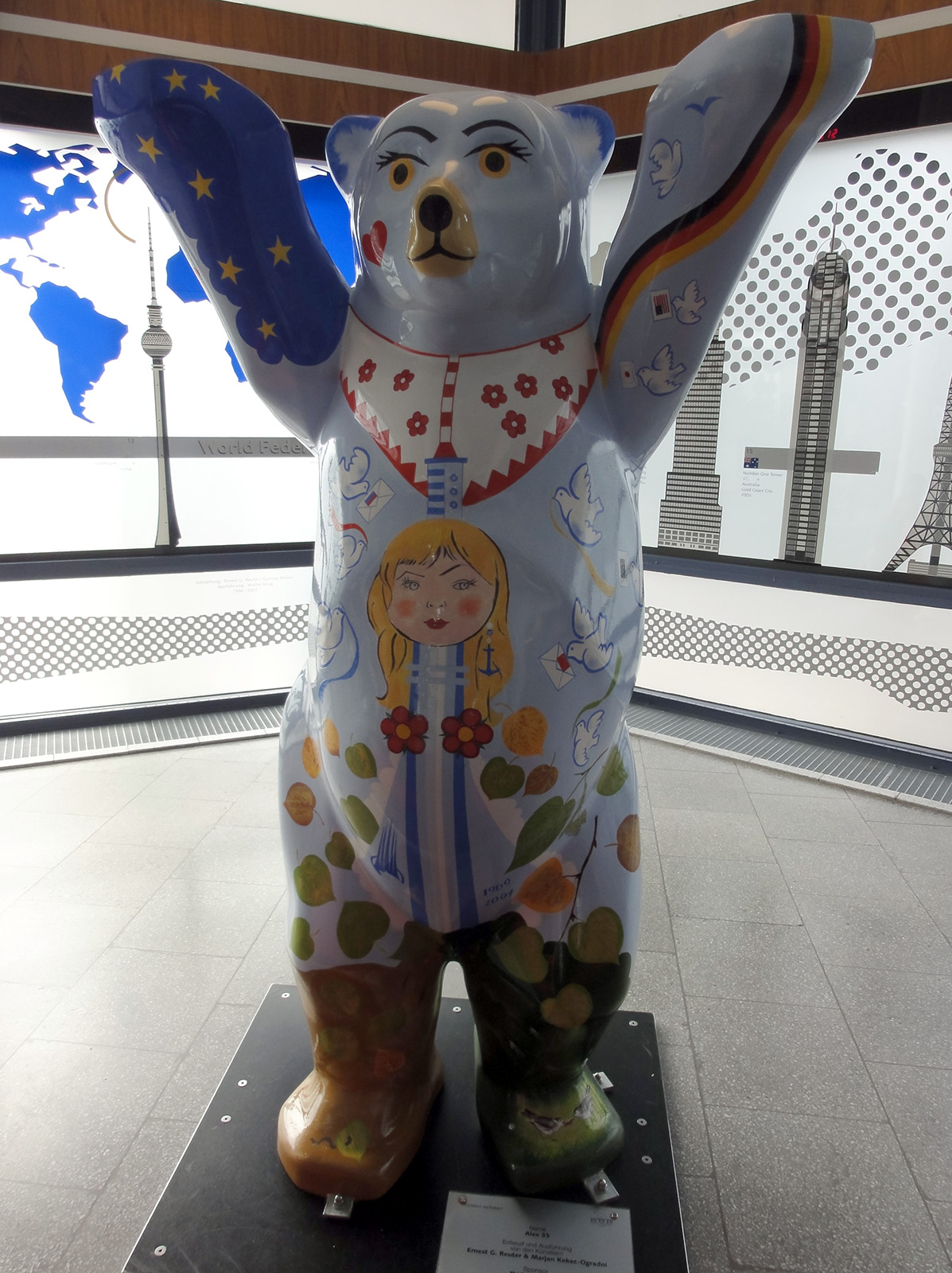
Buddy Bear, no hall de entrada da torre.
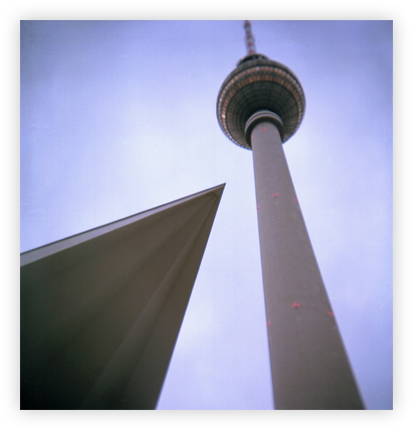
A Fernsehturm vista desde o solo.
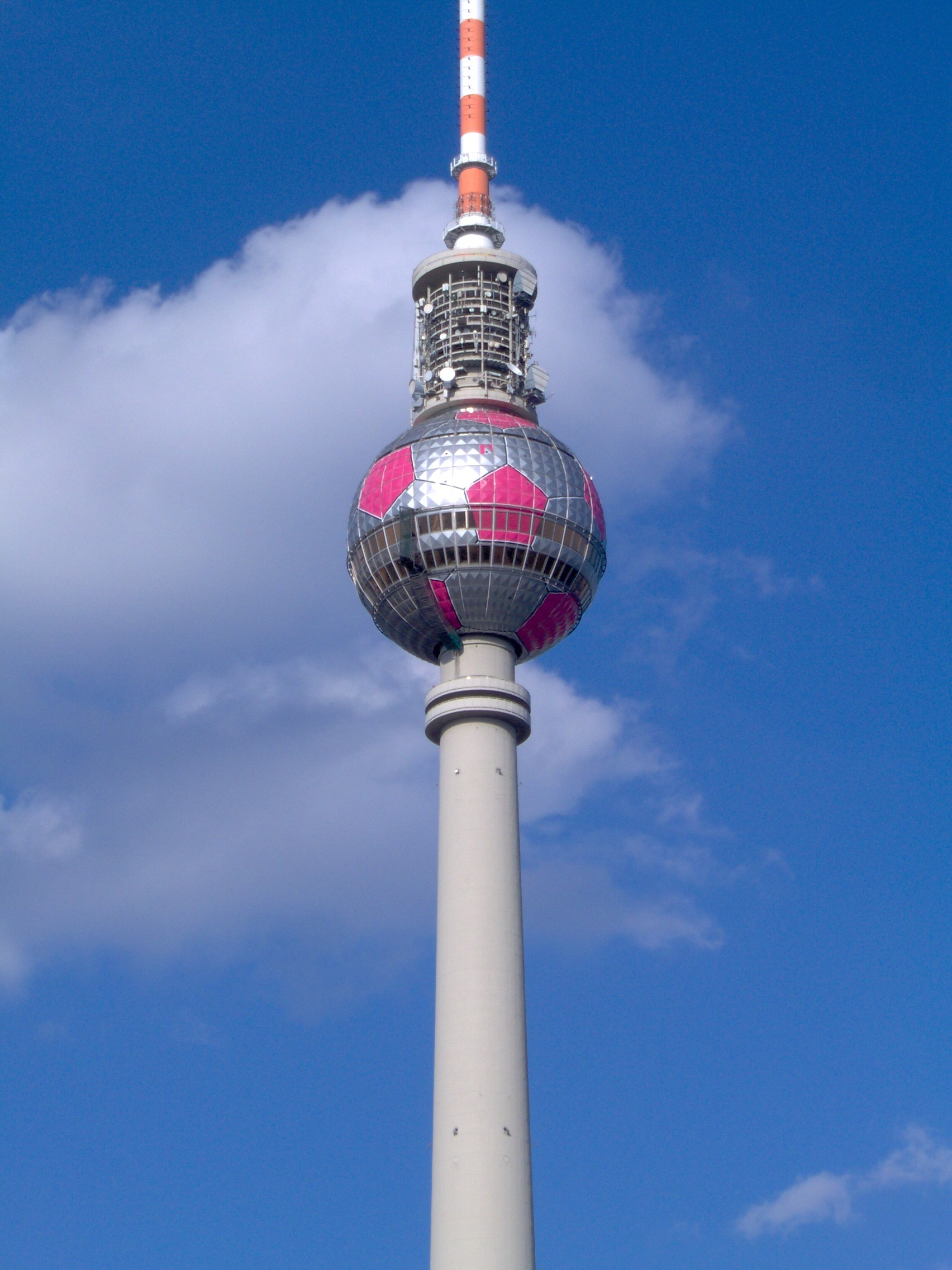
A esfera da Fernsehturm decorada como uma bola em decorrência da Copa do Mundo de 2006.
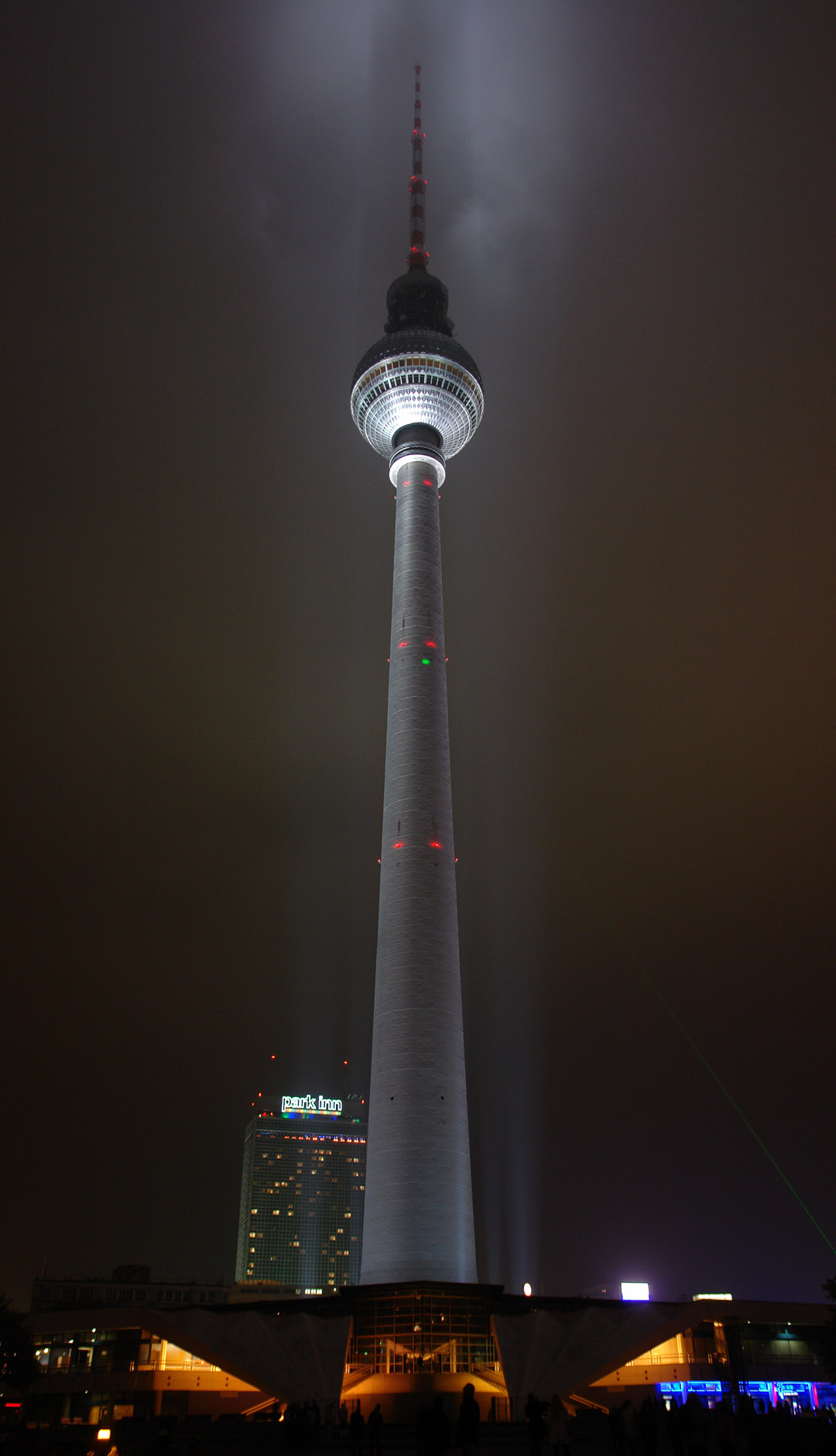
A Fernsehturm durante o festival de luzes de Berlim